# Beta-sandvitx

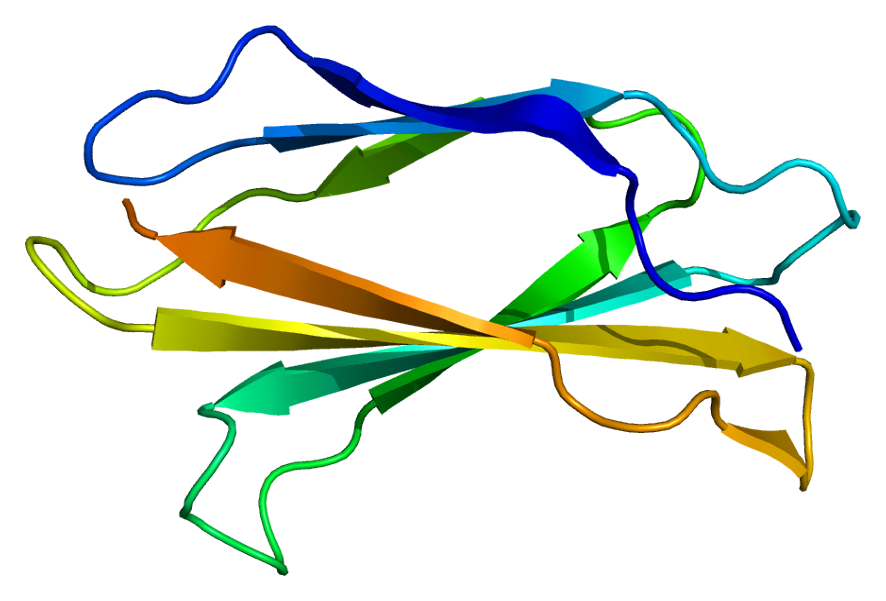
Il·lustració del β-sandvitx de Tenascin C (entrada PDB:.

Els dominis beta-sandvitx, o sandvitx beta, són estructures terciàries comunes en proteïnes globulars. Estan formades per dues làmines beta, principalment antiparal·leles, apilades cara a cara. El nombre de cadenes beta que componen aquests dominis pot variar entre proteïnes, donant lloc a diversos tipus de plegament dins d'aquest grup estructural.